# Stephani Danelle Perry
Stephanie Danelle Perry (S. D. Perry) es una novelista estadounidense de ciencia ficción nacida a principios de los años 1970. 

## Libros para sagas
Ha escrito libros para las series Resident Evil, Aliens, Star Trek: Deep Space Nine y  Star Trek: Section 31  escritos por la autora:

## Obra
- 1996, Labyrinth novela original muy gráfica acerca de la jerarquía de los Xenoformes. ISBN 0553574914.
- 1998, Berserker novela original situada en el planeta de los Alien. ISBN 055357731X.
- 1998, Libro 1 - The Umbrella Conspiracy, una novelización del primer juego de la saga Resident Evil. ISBN 9780671024390.
- 1998, Libro 2 - Caliban Cove una novela original situada en la isla de Caliban Cove.Rebecca Chambers y su equipo intentan detener a un científico malvado en su intento de conseguir una nueva mutación del T-Virus. Un nuevo equipo S.T.A.R.S. es introducido por la rama Maine Exeter. ISBN 9780671024406.
- 1999, Libro 3 - City Of The Dead, una novelización de Resident Evil 2. ISBN 9780671024413.
- 1999, Libro 4 - Underworld otra novela original protagonizada por Claire Redfield, Rebecca Chambers, y Leon S. Kennedy que intentan derrotar a Umbrella Corporation infiltrando un espía en Utah conocido como el Planeta. John Andrews y David Trapp, los miembros de S.T.A.R.S supervivientes de la rama Maine, vuelven de Caliban Cove. ISBN 9780671024420.
- 2000, Libro 5 - Nemesis, una novelización de Resident Evil 3: Nemesis. ISBN 9780671784966.
- 2001, Libro 6 - Code Veronica una novelización de Resident Evil Code: Veronica. ISBN 9780671784980.
- 2001 The Avatar, Book One ISBN 074340050X.
- 2001 The Avatar, Book Two ISBN 0743400518
- 2001 Cloak ISBN 0671774719
- 2003 Rising Son ISBN 0743448383
- 2003 Unity ISBN 074349654X
- 2004, Libro 0 - Zero Hour, una novelización de Resident Evil Zero. ISBN 9780671785116.
- 20016 Summer Man ISBN 1531884423

También ha escrito:
- La novelización del film Time Cop en 1994.
- La novelización del film Virus en 1998.
- Varias otras novelas de Alien, Alien vs Predator y Star Trek en colaboración con otros autores.